# DeMuZa Produções
A DeMuZa Produções, que mais tarde se tornaria ZDM, foi uma empresa criada por Dedé Santana, Mussum e Zacarias para administrar os seus acordos e negócios por cerca de 11 anos. Foi fundado no fim dos anos 1970, mas teve mais ênfase quando o grupo se separou no início dos anos 1980, por causa de uma crise entre os componentes do grupo e Renato Aragão, ficando operante até a morte de Zacarias, no início dos anos 1990.

## Trajetória
Com as três sílabas iniciais de seus nomes artísticos (Dedé, Mussum e Zacarias), a DeMuZa Produções foi uma empresa criada em parceria de Dedé Santana, Mussum e Zacarias em 30 de março de 1979 para administrar os negócios do trio. Teve mais ênfase quando o grupo se separou em setembro de 1983 por causa de uma crise entre o trio e Renato Aragão. Dentro desse projeto, sem a presença de Renato, nasceu o filme Atrapalhando a Suate.
A separação dos humoristas durou apenas seis meses e houve o retorno do quarteto no ano seguinte, em fevereiro de 1984. A DeMuZa continuou operante mesmo após a reconciliação dos Trapalhões e realizou outras produções em parceria com a Renato Aragão Produções e seguiu licenciando a imagem do trio para comerciais, shows e produtos com a marca "Trapalhões". Também realizou filmes como Os Trapalhões e o Mágico de Oróz, ao lado da Renato Aragão Produções.

### Início do fim
Em fevereiro de 1986, a DeMuZa passava por uma fraude causada por funcionários da produtora que cuidavam da parte financeira do trio. Os funcionários que recolhiam o dinheiro para o pagamento de impostos forjaram os recibos em uma maquina registradora roubada do Banco do Brasil. Nesta "trapalhada", ao qual o trio não tinha culpa alguma, tiveram que arcar com uma divida milionária. Dedé perdeu três casas, Zacarias uma fazenda e Mussum a mansão que possuía numa ilha em Angra dos Reis, vizinha a de José Bonifácio de Oliveira Sobrinho (Boni), além de uma lancha.
A Rede Globo pagou parcialmente a divida, além de parcelar a mesma por dois anos. A empresa teve o fim de suas operações no início dos anos 1990 com a morte de Zacarias. Apesar disso, seu CNPJ está ativo até os dias atuais. Após o falecimento de Zacarias, o restante de sua dívida foi paga por seus dois sócios.

## Produções
- 1983 - Atrapalhando a Suate
- 1984 - Os Trapalhões e o Mágico de Oróz (em parceria com a Renato Aragão Produções)
- 1984 - A Filha dos Trapalhões (em parceria com a Renato Aragão Produções)
- 1987 - Os Fantasmas Trapalhões (em parceria com a Renato Aragão Produções)
- 1988 - Os Heróis Trapalhões (em parceria com a Renato Aragão Produções)
- 1988 - O Casamento dos Trapalhões (em parceria com a Renato Aragão Produções)
- 1989 - A Princesa Xuxa e os Trapalhões (em parceria com a Renato Aragão Produções e Xuxa Produções)
- 1989 - Os Trapalhões na Terra dos Monstros (em parceria com a Renato Aragão Produções)
- 1990 - Uma Escola Atrapalhada (em parceria com a Renato Aragão Produções)
- 1991 - Os Trapalhões e a Árvore da Juventude (em parceria com a Renato Aragão Produções)